# Тадеуш Краус
Тадеуш Краус (пол. Tadeusz Kraus, чеськ. Tadeáš Kraus, 22 жовтня 1932, Тржинець — 31 жовтня 2018, Прага) — чехословацький футболіст польського походження, що грав на позиції нападника, зокрема, за клуб «Спарта» (Прага), а також національну збірну Чехословаччини. По завершенні ігрової кар'єри — тренер.
Чемпіон Чехословаччини. Володар Кубка Чехословаччини. Володар Кубка Мітропи. Володар Кубка Чехословаччини (як тренер). 

## Клубна кар'єра
У футболі дебютував 1948 року виступами за команду «Тржинець», в якій провів три сезони. 
Згодом з 1953 по 1955 рік грав у складі команд «Крила власті» (Оломоуц) та «Дукла» (Прага).
Своєю грою за останню команду привернув увагу представників тренерського штабу клубу «Спарта» (Прага), до складу якого приєднався 1956 року. Відіграв за празьку команду наступні десять сезонів своєї ігрової кар'єри. Більшість часу, проведеного у складі «Спарти», був основним гравцем атакувальної ланки команди. За цей час виборов титул чемпіона Чехословаччини, ставав володарем Кубка Мітропи.
Завершив професійну ігрову кар'єру у клубі «Яблонець», за команду якого виступав протягом 1966—1969 років.

## Виступи за збірні
З 1952 по 1956 рік  захищав кольори другої збірної Чехословаччини. У складі цієї команди провів 2 матчі, забив 1 гол.
1953 року залучався до складу молодіжної збірної Чехословаччини. На молодіжному рівні зіграв в одному офіційному матчі.
1953 року дебютував в офіційних матчах у складі національної збірної Чехословаччини. Протягом кар'єри у національній команді провів у її формі 23 матчі, забивши 6 голів
У складі збірної був учасником двох чемпіонатів світу:
1. 1954 року у Швейцарії, де зіграв проти Австрії (0-5)[9];
2. 1958 року у Швеції, де зіграв проти Північної Ірландії (0-1)[10].

## Кар'єра тренера
Розпочав тренерську кар'єру відразу ж по завершенні кар'єри гравця, 1969 року, очоливши тренерський штаб австралійського клубу «Славія» (Мельбурн).
1971 року став головним тренером команди «Спарта» (Прага), тренував празьку команду три роки.
Протягом тренерської кар'єри також очолював команду «Яблонець».
Останнім місцем тренерської роботи був клуб «Аріс», головним тренером команди якого Тадеуш Краус був з 1983 по 1985 рік.
Помер 31 жовтня 2018 року на 87-му році життя в місті Прага.

## Титули і досягнення

### Як гравця
- Чемпіон Чехословаччини (1):

«Спарта» (Прага): 1964-1965
- Володар Кубка Чехословаччини (1):

«Спарта» (Прага): 1963-1964
- Володар Кубка Мітропи (1):

«Спарта» (Прага): 1964

### Як тренера
- Володар Кубка Чехословаччини (1):

«Спарта» (Прага): 1971-1972